# Manuel Bernardes
Manuel Bernardes (Lisbona, 1644 – 1710) è stato un religioso portoghese.
Membro della Confederazione dell'oratorio di San Filippo Neri, fu grande asceta. Tra le sue opere mistiche troviamo Luce e calore (1696) e Foresta nuova (1706).

## Opere principali
- Exercícios Espirituais e Meditações da Via Purgativa (1686)
- Pão Partido em Pequeninos para os Pequeninos da Casa de Deus (1696)
- Luz e Calor: Obra Espiritual para os Que Tratam do Exercício de Virtudes e Caminhos da Perfeição (1696)
- Armas de Castidade  (1699)
- Meditações sobre os Principais Mistérios da Virgem Santíssima (1706)
- Nova Floresta ou Silva de Vários Apotegmas (cinque volumi pubblicati nel 1706, 1708, 1711, 1726 e 1728 rispettivamente)
- Sermões e Práticas  (1711)
- Direcção para Ter os Nove Dias de Exercícios Espirituais (1725)
- Os Últimos Fins do Homem (1728)
- Estímulo Prático Para Seguir o Bem e Fugir do Mal (1730)